# Villa de Ramos
Villa de Ramos è una municipalità dello stato di San Luis Potosí, nel Messico centrale, il cui capoluogo è la omonima località.
Conta 37.928 abitanti (2010) e ha una estensione di 2.495,68 km².